# Донамид
Донамид (англ. Donaghmede; ирл. Domhnach Mide) — городской район Дублина в Ирландии, находится в административном графстве Дублин (провинция Ленстер).

## История
В отличие от других пригородов Дублина, Донамид не был поглощённой деревней. Район был скорее зоной фермеров.